# Goodwin Sands
Goodwin Sands är en 16 km lång sandbank i södra delen av Nordsjön, 10 km utanför Deal i sydöstra England. Sandbanken har alltid skapat problem för sjöfarten, till exempel vid Great Storm of 1703 då över 1 000 sjömän omkom vid Goodwin Sands. Ett annat exempel är ostindiefararen Gustaf III som satt fast på sandbanken i elva timmar 11/7 1798 men till slut kunde dras loss utan förlust av liv.